# Prionopeltis butteli
Prionopeltis butteli är en mångfotingart som beskrevs av Carl 1922. Prionopeltis butteli ingår i släktet Prionopeltis och familjen orangeridubbelfotingar. Inga underarter finns listade i Catalogue of Life.